# Gymnasium Essen Nord-Ost
Das Gymnasium Essen Nord-Ost (alternativ GENO oder Nord-Ost-Gymnasium) ist ein Gymnasium für die Sekundarstufe I und II mit Ganztags-Betrieb in der Sekundarstufe I im Essener Stadtteil Nordviertel. Das Motto der Schule lautet: Ganztag leben – lernen – gestalten.

## Geschichte
Das GENO nahm seinen Anfang am 1. August 1967 mit 64 Schülern, damals noch als Goethe Schule – Abzweig Sessenberg im Gebäude der Kaufmännischen Unterrichtsanstalten Essen im Stadtteil Ostviertel. Grund war die „Schülerschwemme“, die die Essener Gymnasien vor große Probleme stellte. Für das Schuljahr 1968/69 wurden bereits 100 Neuanmeldungen registriert. Mit der Wahl des ersten Schulleiters Günter Schomaker am 19. Juni 1968 wurde das Gymnasium Essen Nord-Ost mit dem Namenszusatz „Mathematisch-Naturwissenschaftliches Gymnasium in Essen“ offiziell gegründet. Zugleich wurde die Koedukation eingeführt.
1972 wurde nach Verhandlungen mit den verantwortlichen Behörden der Neubau eines eigenen Schulzentrums beschlossen, da mit den wachsenden Schülerzahlen (1971/72: 769 Jungen und Mädchen) der Betrieb in den provisorischen Gebäuden an der Frillendorfer Straße nicht mehr zu gewährleisten war. So musste zum Beispiel die Schulversammlung zum Thema in der Aula der Alfred-Krupp-Schule abgehalten werden, da das GENO weder über eine Aula noch einen anderen genügend großen Versammlungsort verfügte. Am 18. September 1973 konnte der Betrieb des Gebäudekomplexes an der Katzenbruchstraße aufgenommen werden, allerdings waren bis dahin nur die Klassen- und Fachräume fertiggestellt; noch fehlte eine Turnhalle.
1977 erreichte das GENO im Oktober die Rekordmarke von 1298 angemeldeten Schülern. Die Vollendung des  zweiten Bauabschnitts entspannte die räumliche Situation deutlich. Nach Einführung der gymnasialen Oberstufe erreichten von 1976 bis 1993 insgesamt 1572 Schüler das Abitur.
1991 fiel die Zahl der Schüler auf den Tiefststand von 651. Im selben Jahr wurde die Ganztagsschule eingeführt. In den folgenden Jahren nahm die Schülerzahl wieder zu, bis auf etwa 1000 im Jahr 2005. Im Zuge des Ausbaus zur Verwirklichung des Ganztagsbetriebes entstanden das Pädagogische Zentrum mit Mensa und Aula, das Selbstlernzentrum (2002), eine Kleinsportanlage (2003) und einer Beachvolleyball-Anlage (2004). 2020 war das Geno Preisträger des Deutschen Schulpreises.

### Schulneubau 2025 bis 2028
Das bestehende Schulgebäude an der Katzenbruchstraße aus dem Jahr 1968 gilt als Sanierungsfall. Aus einem europaweit veröffentlichten Wettbewerb ging das vierzügige Schulgebäude nach dem Entwurf des Generalplaners agn Niederberghaus & Partner GmbH aus Ibbenbüren als Sieger hervor. In der Sitzung des Ausschusses für Stadtentwicklung, -planung und Bauen vom 17. Januar 2024 wurde sich für den Baubeginn des Neubaus des Gymnasiums Essen-Nord-Ost ausgesprochen, der bis zum Jahr 2028 abgeschlossen sein soll.

## Projekte und Lernangebote

### Sprachen
Das Gymnasium Essen Nord-Ost bietet neben den üblichen Fächern ab Erreichen der Oberstufe auch Kurse in Russisch und Spanisch an. Französisch bzw. Latein werden als zweite Fremdsprache neben Englisch ab der 6. Klasse angeboten. Zusätzlich bietet das GENO die Möglichkeit, das sogenannte DELF-Zertifikat („Diplôme d’Etudes en langue française“) zu erwerben.

### Ganztagsangebot
Das GENO ist als offene Ganztagsschule für die Schüler der Sekundarstufe I und  II konzipiert worden; das Nachmittagsangebot umfasst dabei neben dem Mittagessen in der Mensa die Aufgabenbetreuung, den  „Klassenlehrerblock“, Förderunterricht in Kleingruppen, Arbeitsgemeinschaften sowie Freizeitangebote (Schülerbibliothek, das „CaféCult“ und ein Spielepavillon).
Im Jahre 2009 wurden rund 30 AGs aus den Bereichen Sport, Kunst, Handwerk und anderen kreativen bzw. projektorientierten Sparten angeboten, die zum Teil von Oberstufen-Schülern geleitet und organisiert werden. Auch Lehrer bieten AGs an.

### Sommerschule
Seit 2007 führte das GENO ein Förderprojekt für schwächere Schüler durch, in dem  pensionierte Lehrer („Team 65“) ehrenamtlich Unterricht in den Sommerferien erteilten. Die Sommerschule hatte eine Dauer von jeweils einer Woche.

### ZEUS
Das Gymnasium Essen Nord-Ost nimmt am Projekt ZEUS (Zeitung Und Schule) teil, das in Essen durch die Verlage der WAZ und NRZ unterstützt wird. Dabei erhalten die Schüler der Stufe 8 die Tageszeitung, lesen und besprechen sie im Unterricht und erstellen Artikel, die im Lokalteil veröffentlicht werden.

### Projekt 17/70 – Junge Paten für Senioren
In diesem Programm der Ehrenamtagentur Essen engagieren sich rund 50 Schüler verschiedener Essener Schulen in der Betreuung von Senioren. Die Teilnehmer werden zunächst 4 Monate lang ausgebildet, bevor sie für den Zeitraum eines Jahres in ihrem Ehrenamt tätig sind.

### Kultur
Am GENO gibt es die „Chor-Piraten“ (ein Musical-Projekt der Unterstufe), je einen Mittel- und Oberstufenchor sowie Differenzierungskurse „Musik und Computer“ für die Klassen 8–10 (Umgang mit dem Computer als Tonstudio). Theatervorstellungen gab es 2009 (Hypochondrie oder die Einbildung krank zu sein und Die 6a macht eine Reise in die Antike) und 2010 (Die Physiker).

## Förderverein
Der „Förderverein Gymnasium Nord-Ost“ besteht seit 1969 und hat etwa 250 Mitglieder. Er unterstützte unter anderem für die Einrichtung der Schulbibliothek (1991), die Errichtung der Kleinsportanlage (2003) oder den Bau einer Behindertenrampe zum „CaféCult“ (2007).

## Kooperation
Eine Kooperation des Nord-Ost-Gymnasiums mit vier weiteren Essener Schulen (Städtisches Mädchengymnasium Essen-Borbeck, Gesamtschule Nord, Gesamtschule Borbeck und Maria-Wächtler-Gymnasium) ist das „Netzwerk MAUS“ (Apronym aus Mathematik Und Sprache). Die Fachvertreter der beteiligten Schulen treffen sich regelmäßig zur Koordination und Verbesserung von Unterrichtsmaterialien und -formen. Am Projekt beteiligt sind das Institut für Schulentwicklungsforschung und die Stiftung Mercator.

## Sonstiges
- Seit 1995 erscheint ein Jahrbuch nach dem Vorbild US-amerikanischer Highschools.
- Alle zwei Jahre wird seit 1987 der „Nord-Ost-Pokal“, ein schulinternes Hallen-Fußballturnier für Schüler, Lehrer und Ehemalige ausgetragen.
- 1990 und 2005 konnte die A-Jugend-Fußballmannschaft die städtische Schulmeisterschaft für sich entscheiden.
- Die damaligen Klassen 5c und 5d nahmen im März 2009 an der Kinder-Show Tigerenten Club als Kandidaten teil.
- Die Schülerinnen Sophie Blöcker, Nadine Kadura und Karina Sauer erhielten für ihren Beitrag „Schimpfe für Schwangere“ den ZEUS-Award 2009 („Beste Aktion“).[8]